# Francis Kruse
Francis Heinrich Friedrich Wilhelm Kruse (* 28. Mai 1854 in Köln; † 13. April 1930 in Bad Godesberg) war ein preußischer Regierungspräsident in Bromberg, Minden und Düsseldorf.

## Leben

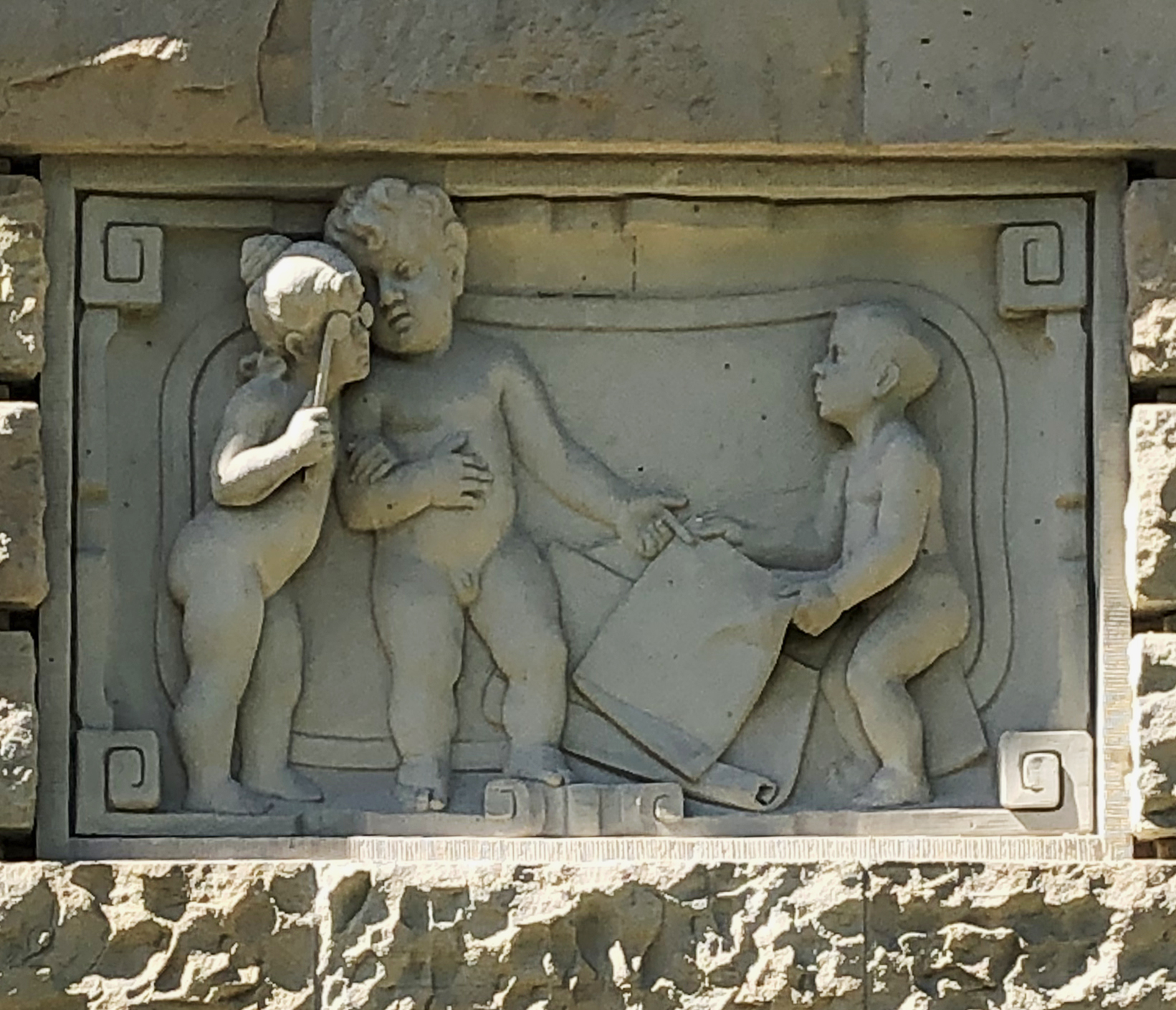
Josef Körschgen: Puttenrelief (nach mündlicher Überlieferung das Präsidentenpaar Kruse mit dem Architekten Traugott von Saltzwedel beim Studium der Baupläne) an der Rückseite des Gebäudes der Bezirksregierung, Kurt-Baurichter-Straße 2, Düsseldorf-Pempelfort

Kruses Vater war der Altphilologe und Historiker sowie Chefredakteur der Kölnischen Zeitung Heinrich Kruse aus Stralsund in Vorpommern. Seine Mutter Luise Menckhoff, eine Tochter des preußischen Generalleutnants Friedrich Wilhelm Menckhoff, stammte dagegen aus Westfalen.
Im August 1872 erhielt er das Zeugnis der Reife am Friedrich-Wilhelm-Gymnasium in Köln. Er studierte darauf sieben Semester Rechtswissenschaften an den Universitäten in Berlin, Heidelberg, Leipzig und Göttingen. In Göttingen promovierte er zum Dr. iur. mit der Beurteilung magna cum laude. 1876 bestand er seine Prüfung zum Gerichts-Referendar beim Appellationsgericht Kassel mit der Beurteilung „ausreichend“. 1881 bestand er mit der gleichen Beurteilung die Prüfung zum Gerichts-Assessor. 1876 bis 1877 diente er als Einjährig-Freiwilliger beim 2. Garde-Ulanen-Regiment in Moabit, später als Rittmeister im 10. Ulanen-Regiment in Züllichau.
Nach seinem Wehrdienst wurde er 1876 zum Gerichts-Referendar am Kammergericht Berlin ernannt. 1881 erfolgte dort die Berufung zum Gerichts-Assessor. 1882 wurde er zum Regierungs-Assessor bei der Verwaltung der direkten Steuern in Berlin berufen. 1883 übernahm er zunächst kommissarisch die Führung des Landkreisamtes  in Altena und wurde dort 1884 endgültig zum Landrat ernannt. 1891 wurde er zur kommunalen Beschäftigung ins Innenministerium berufen. Dort stieg er mit der Ernennung 1892 zum Geheimen Regierungsrat und Vortragenden Rat im Innenministerium auf. 1886 wurde er dort zum Geheimen Oberregierungsrat befördert. Im September 1901 wurde er Regierungspräsident in Bromberg. 1903 wurde er Regierungspräsident in Minden. Am 27. Oktober 1909 wurde er Präsident der Regierung in Düsseldorf. Zu Kruses Zeit wurde der repräsentative Sitz der Königlich Preußischen Regierung zu Düsseldorf errichtet und er und seine Frau waren die ersten Bewohner des Präsidentenschlösschens. Er hatte dort seit dem Kriegsbeginn 1914 die Versorgungswirtschaft zu organisieren. Nach Kriegsende 1918 gelang es ihm nach der Novemberrevolution, die öffentliche Ordnung weitestgehend zu sichern. Er – eigentlich überzeugter Monarchist – rief dazu zur Zusammenarbeit mit den revolutionären Räten auf. Für die belgisch besetzten linksrheinischen Besatzungsgebiete stellte er ein Mindestmaß an Kommunikation durch die Einrichtung einer Vermittlungsstelle sicher. Die Gründung der Landesfinanzverwaltung für die Regierungsbezirke der Rheinprovinz mit Sitz in Köln ging maßgeblich auf ihn zurück. Nach offizieller Darstellung erreichte er 1918 die allgemeine Altersgrenze und wurde bald drauf aus dem Staatsdienst entlassen. Es soll aber zu Streitigkeiten um die zukünftige Leitung verschiedener Regierungspräsidien in der Rheinprovinz gekommen sein, woraufhin Kruse Juni 1919 einen Rücktrittsgesuch einreichte, dem am 20. September entsprochen wurde. Kruse lebte nach Ausscheiden aus dem preußischen Staatsdienst in Bad Godesberg, wo er auch verstarb.

## Privates
Kruse war seit 1880 verlobt und seit 1881 verheiratet mit Margarete (gestorben in Düsseldorf am 10. März 1917), Papierfabrikantentochter von Carl Richard Zanders. Ihr Sohn Werner Kruse war Museumsdirektor in Mülheim an der Ruhr. Francis Kruse war evangelisch.

## Nachwirken
Am 20. Januar 2003 wurde eine Ausstellung zu Ehren Kruses eröffnet. Die Eröffnung nahm sein Düsseldorfer Amtsnachfolger Jürgen Büssow vor.

## Mitgliedschaften
Im Laufe seines Lebens war Kruse Mitglied bei folgenden Gruppen (mit Angabe der Funktion):
- Mitglied des westfälischen Provinziallandtags
- Direktor des landwirtschaftlichen Kreisvereins Altena
- Mitglied des Provinzialkomitees für Naturdenkmalpflege in der Provinz Westfalen
- Vorstandsmitglied des Westfälischen Provinzialvereins für Wissenschaft und Kunst
- Gründer des Minden-Ravensbergischen Hauptvereins für Kunst- und Heimatpflege
- Mitglied der Deutschen Kolonialgesellschaft
- Vorsitzender des Kuratoriums des Kohlenforschungsinstituts der Kaiser-Wilhelm-Gesellschaft in Mülheim-Ruhr
- Kurator der Kunstakademie Düsseldorf
- Vorsitzender des Rheinischen Verkehrsverbandes
- Mitglied des Stahlhelms (politische Richtung: Monarchist)
- Mitglied der DNVP

## Auszeichnungen
Kruse wurden folgende Auszeichnungen zuteil:
- Landwehrdienstauszeichnung I. Klasse
- Wirklicher Geheimer Oberregierungsrat I. Klasse
- Roter Adlerorden II. Klasse mit Eichenlaub, Stern und Krone
- Kronenorden II. Klasse mit Stern
- Eisernes Kreuz II. Klasse am weiß-schwarzen Band.

## Trivia
Nach einem Vorschlag von Kruse bei einem Preisausschreiben erhielt die bis dahin mit dem Projekttitel „Erste Deutsche Gebirgs-Renn- und Prüfungsstraße“ bezeichnete Rennstrecke Nürburgring ihren Namen (damals noch „Nürburg-Ring“ geschrieben).